# Martyna Piotrowska
Martyna Piotrowska (z domu Świrad) (ur. 5 stycznia 1998) – polska siatkarka, grająca na pozycji środkowej.
1 czerwca 2024 roku jej mężem został siatkarz Tomasz Piotrowski.
W reprezentacji Polski seniorek debiutowała 30 czerwca 2020 w towarzyskim spotkaniu z Czechami.